# Sideritis lacaitae
Sideritis lacaitae  ist eine Pflanzenart aus der Gattung Gliedkräuter (Sideritis) in der Familie der Lippenblütler (Lamiaceae). 

## Beschreibung
Sideritis lacaitae ist eine 30 bis 60 cm hoch werdende ausdauernde Pflanze, die mehr oder weniger feinfilzig behaart ist. Die unteren Laubblätter sind 20 bis 50 mm lang und 2 bis 5 mm breit. Sie sind schmal umgekehrt lanzettlich und mehr oder weniger gekerbt-gezähnt. Die oberen Blätter sind schmaler und ganzrandig.
Die Blütenstände sind Scheinquirle, die zu viert bis 14. meist entfernt voneinander stehen und aus etwa sechs Blüten bestehen. Die unteren Tragblätter sind 6 bis 7 mm lang und 8 bis 10 mm breit und kürzer oder etwa gleich lang wie der Kelch sind. Sie sind fast kreisförmig-herzförmig und mit mehr als elf Zähnen geschlitzt gezähnt. Der Kelch ist 6 bis 7 mm lang und auf der Innenseite ist kein Trichomenring ausgebildet. Die Krone ist etwa 8 mm lang und ist blass gelb gefärbt.
Die Chromosomenzahl beträgt 2n = 34.

## Vorkommen
Die Art kommt in der südlichen Mitte Spaniens, im östlichen Teil der Sierra Morena vor.